# Karl Dehmann
Karl Dehmann (* 27. Januar 1886 in Hamburg; † 4. Dezember 1974 in New York City, New York) war ein deutscher Maler.

## Leben
Dehmann wurde in Hamburg in der Wandsbeker Chaussee 91 geboren. Sein Vater war selbständiger Tischlermeister. Nach seinem Schulabschluss ließ sich Karl Dehmann 1900 bis 1904 in Hamburg zum Malergehilfen ausbilden. Vor Beginn seines Kunststudiums betätigte er sich bereits als Kunstmaler, und seine große Begabung war zu erkennen. 1903 hatte er drei Monate Kuraufenthalt in Bad Zwischenahn. Er malte dort mindestens drei Bilder. 1904 begann er ein Kunststudium an der Staatlichen Kunstgewerbeschule in Hamburg, das er 1907 beendete, und war Mitglied im Hamburger Künstlerverein von 1832. Karl Dehmann mietete sich mit anderen Künstlern im  „Tempel“ in Dötlingen ein. In der Künstlerkolonie Dötlingen waren unter anderen auch Höltzer, Wallfried und Hermann Hundt Mieter. Der Name „Tempel“ soll von „Musentempel“ abgeleitet sein. Eine Dötlingerin durfte den Malern damals im Tempel Modell stehen.
Ab April 1910 arbeitete Karl Dehmann im Louvre in Paris als Kopist. Mit einer Postkarte vom 1. Juni 1910 berichtete er wörtlich: „Das Bild, das ich copiere ist eine Spitzenklöpplerin, sitzende Figur. Mitunter möchte ich doch etwas mehr Geld haben, man hätte dann viel mehr Gelegenheit zum Malen“.
1914 hielt sich Karl Dehmann zu weiteren Studien in Italien auf. In verschiedenen Orten sind mehrere Radierungen und Ölgemälde entstanden. Direkt nach dem Italienaufenthalt wurde Karl Dehmann ins Deutsche Heer einberufen. Er geriet schon bald verwundet in russische Kriegsgefangenschaft und kam nach Sibirien in ein Lazarett. Insgesamt war er knapp vier Jahre in Gefangenschaft. Eine der jungen Lazarettpflegerinnen vom Roten Kreuz aus Riga in Lettland war Sophie Friedmann, genannt Sonja, die später seine Frau wurde. Sie war die Tochter eines Rabbiners. Als russisches Bauernpaar verkleidet, schafften sie es, sich bis nach Deutschland durchzuschlagen.
Um 1920 kam das Paar nach Dötlingen, wo Karl Dehmann sofort wieder als Maler wirkte. 1933 errichtete er sein Wohnhaus mit Atelier in der Nachbarschaft des Malers August Kaufhold am Heideweg. Karl Dehmann und Kaufhold besuchten gemeinsam Georg Müller vom Siel in der Heilanstalt Wehnen. Dehmanns nahmen 1936 ihr Pflegekind Leni Wichmann auf.
Ende Mai 1939 reisten Dehmanns heimlich aus Dötlingen ab und gingen mit dem Ziel New York in Hamburg an Bord der „New York“, einem Schiff der Hamburg-Amerika-Linie. Ehen und Beziehungen zwischen Ariern und Juden waren ab 1935 verboten. Vermutlich waren diese Verordnungen die Auslöser für ihre vollzogene Emigration.
1947 erhielt das Paar die Staatsangehörigkeit der Vereinigten Staaten von Amerika. Karl Dehmanns Mutter Katharina übersiedelte 1949 zu ihrem Sohn in die USA. 1955 starb sie und wurde auf dem Friedhof Ferncliff in Hartsdale (New York) bestattet. 1956 reiste Dehmann erstmals nach dem Krieg wieder nach Dötlingen. Zwei Jahre später war er mit seiner Familie erneut zu Besuch in Dötlingen und verkaufte dabei sein Elternhaus mit Tischlerei in Hamburg. 1963 erfolgte auch der Verkauf seines Wohnhauses in Dötlingen und 1964 war er letztmals zu Besuch in dem Ort. 1968 erlitt er einen Herzinfarkt.
1972 zogen die Dehmanns zu ihrer Pflegetochter Shirley nach Cincinnati in Ohio. Eine Erinnerungsausstellung ihm zu Ehren erfolgte im Southeast Museum Brewster, NY. 1973 kehrte er von Cincinnati nach Brewster, NY zurück. 1974 starb Karl Dehmann im Purdy Station Hospital, NY, wo auch seine Frau knapp neun Jahre später am 3. August 1983 starb. Sie haben eine gemeinsame Grabstelle auf dem Milltown Rural Cemetery in Brewster.

## Werk
Karl Dehmann malte vor allem Dötlinger Dorfszenen, aber auch Stillleben. Seine Bilder, vom Impressionismus beeinflusst, wirken immer ein wenig beiläufig, nie pathetisch. Seine in Öl gemalten Landschaften erinnern an den Malstil von Georg Müller vom Siel. Seine Radierungen von Gebäuden und Stadtteilen in Venedig, Paris und New York sind detailliert ausgeführt, vermitteln aber dem Betrachter gleichzeitig die jeweilige Stimmungslage des Künstlers. 
Der weitaus größte Teil seines Lebenswerks ist verschollen oder hängt unbekannt in Privatbesitz. Bislang konnten 173 von ihm  gemalte Stillleben, Landschaften, Porträts und Tierbilder in Öl, Aquarell sowie Radierungen, auch kolorierte, aufgelistet, beschrieben und fotografiert werden. Das bislang letzte auf dem Kunstmarkt gehandelte Bild von Karl Dehmann wurde am 10. Februar 2007 im Auktionshaus Sloans & Kenyon aus Bethesda (Maryland) versteigert. Das Bild ist in Öl auf Leinwand gemalt, hat eine Größe von 50,8 × 45,7 cm und trägt den Titel Floral Still Life. 